# Juan Pablo Ruiz Gómez
Juan Pablo Ruiz Gómez (Lomas de Zamora, Argentina; 10 de enero de 1994) es un futbolista argentino. Juega como delantero y su equipo actual es el Club Sport Emelec de la Serie A de Ecuador.

## Trayectoria

### Belgrano
En febrero llega cedido al club cordobés para disputar el Campeonato de Primera Nacional 2021. En total marcó 4 goles en 29 partidos disputados.

### Ferro
Firma su contrato a préstamo sin cargo y con opción con Ferro hasta el 31 de diciembre de 2022 cedido por Estudiantes y se convirtió en la cuarta incorporación. El punta comenzó a entrenar el 13 de enero junto al plantel en Escobar.

## Estadísticas
Actualizado al 3 de agosto de 2025.
| Brown (A) Argentina | 3.ª                 | 2015                | 5   | 0  | 0 | 0 | — | — | 5   | 0  |
| Brown (A) Argentina | 2.ª                 | 2016                | 2   | 0  | 0 | 0 | — | — | 2   | 0  |
| Brown (A) Argentina | 2.ª                 | 2016-17             | 5   | 0  | 0 | 0 | — | — | 5   | 0  |
| Brown (A) Argentina | Total               | Total               | 12  | 0  | 0 | 0 | 0 | 0 | 12  | 0  |
| Estudiantes (BA) Argentina | 3.ª                 | 2017-18             | ?   | ?  | 1 | 0 | — | — | ?   | ?  |
| Estudiantes (BA) Argentina | 3.ª                 | 2018-19             | ?   | ?  | 1 | 1 | — | — | ?   | ?  |
| Estudiantes (BA) Argentina | Total               | Total               | 68  | 16 | 2 | 1 | 0 | 0 | 70  | 17 |
| Central Córdoba Argentina | 1.ª                 | 2019-20             | 0   | 0  | 0 | 0 | — | — | 0   | 0  |
| Central Córdoba Argentina | Total               | Total               | 0   | 0  | 0 | 0 | 0 | 0 | 0   | 0  |
| Estudiantes (BA) Argentina | 2.ª                 | 2019-20             | 6   | 2  | 0 | 0 | — | — | 6   | 2  |
| Estudiantes (BA) Argentina | 2.ª                 | 2020                | 10  | 3  | 0 | 0 | — | — | 10  | 3  |
| Estudiantes (BA) Argentina | Total               | Total               | 16  | 5  | 0 | 0 | 0 | 0 | 16  | 5  |
| Belgrano Argentina | 2.ª                 | 2021                | 29  | 4  | 0 | 0 | — | — | 29  | 4  |
| Belgrano Argentina | Total               | Total               | 29  | 4  | 0 | 0 | 0 | 0 | 29  | 4  |
| Ferro Argentina | 2.ª                 | 2022                | 22  | 3  | 2 | 0 | — | — | 24  | 3  |
| Ferro Argentina | Total               | Total               | 22  | 3  | 2 | 0 | 0 | 0 | 24  | 3  |
| Delfín S. C. · Ecuador | 1.ª                 | 2023                | 29  | 4  | — | — | 1 | 0 | 30  | 4  |
| Delfín S. C. · Ecuador | Total               | Total               | 29  | 4  | 0 | 0 | 1 | 0 | 30  | 4  |
| C. S. Emelec · Ecuador | 1.ª                 | 2024                | 26  | 2  | 2 | 0 | — | — | 28  | 2  |
| C. S. Emelec · Ecuador | 1.ª                 | 2025                | 18  | 0  | 1 | 0 | — | — | 19  | 0  |
| C. S. Emelec · Ecuador | Total               | Total               | 44  | 2  | 3 | 0 | 0 | 0 | 47  | 2  |
| Total en su carrera | Total en su carrera | Total en su carrera | 220 | 34 | 7 | 0 | 1 | 0 | 228 | 34 |
| (1) La copa nacional se refiere a la Copa Ecuador, Copa Argentina y Supercopa Argentina . (2) La copa internacional se refiere a la Copa Sudamericana, Recopa Sudamericana, Copa Libertadores y Copa Suruga Bank. |                     |                     |     |    |   |   |   |   |     |    |